# فريدريش آوغست فولف
فريدريش آوغست فولف (بالألمانية: Friedrich August Wolf) (و. 1759 – 1824 م) هو لغوي، وكاتب، وعالم لغوي كلاسيكي، وأستاذ جامعي، وناقد أدبي، وباحث في تاريخ العصور الكلاسيكية، من ألمانيا، وكان عضوًا في الأكاديمية البروسية للعلوم، توفي في مارسيليا، عن عمر يناهز 65 عاماً.

## التعليم
تعلم في جامعة غوتينغن.

## مناصب وهيئات
أدار جامعة هاله.